# Pomatoschistus knerii
Pomatoschistus knerii — вид риб з родини Gobiidae. Поширений у Середземному морі: західна частина (острів Гігліо) і Адріатичне море.